# Église Saint-Maclou d'Hénencourt
L'église Saint-Maclou d'Hénencourt est situé au centre du village d'Hénencourt dans le département de la Somme, au nord-est de Corbie.

## Historique
La plus ancienne mention écrite de l'existence d'une église à Hénencourt date de 1458. Cette église, déjà placée sous le vocable de saint Maclou (Malo, en Bretagne), était de style gothique.
Le cadastre napoléonien (1827) montre un édifice plus modeste, comprenant une nef, un chœur, légèrement plus large et une abside à trois pans. Orientée, l'ancienne église était située à l'angle des rues du Four et Michel Vion.
L'église actuelle a été construite sur un nouvel emplacement en 1840, dans la rue Neuve, située dans l'axe du château des Lameth.
Caractéristiques
L'église de forme parallélépipédique est construite en pierre calcaire et en briques, dans le style néo-classique. Sa façade est percée de trois portails. Les deux portails latéraux sont surmontées d'une niche mais seule celle de gauche abrite une statue sous laquelle a été sculpté le blason de la famille de Choiseul. Le portail principal est surmonté d'un linteau au-dessus duquel a été percée une baie en demi-lune. Le sommet de cette façade est composé d'un fronton triangulaire comportant un cadran d'horloge et surmonté d'un clocher en charpente quadrangulaire.
Le décor intérieur reprend des éléments sculptés (bas relief, statues) de l'ancienne église, particulièrement une chaire à prêcher du XVIIIe siècle avec des panneaux sculptés dont l'un représente saint Pierre. Le maître-autel est surmonté d'une gloire spectaculaire, œuvre des frères Duthoit.
Dans l'église, une chapelle privée propriété de la famille de Lameth, propriétaire du château d'Hénencourt, a servi de nécropole familiale.

## Protection de chauves-souris
En 2015, les combles de l'église d'Hénencourt ont été labellisées « Refuge pour les chauves-souris ». Une convention signée entre le conseil municipal et l'association Picardie Nature pour le compte de la Société française pour l'étude et la protection des mammifères engage la commune d'Hénencourt à préserver l’accueil des chauves-souris dans son église. Deux espèces, la pipistrelle et l'oreillard gris sont concernées par cette décision.
Hénencourt est la première commune du département de la Somme à avoir pris une telle mesure de protection des chauves-souris.

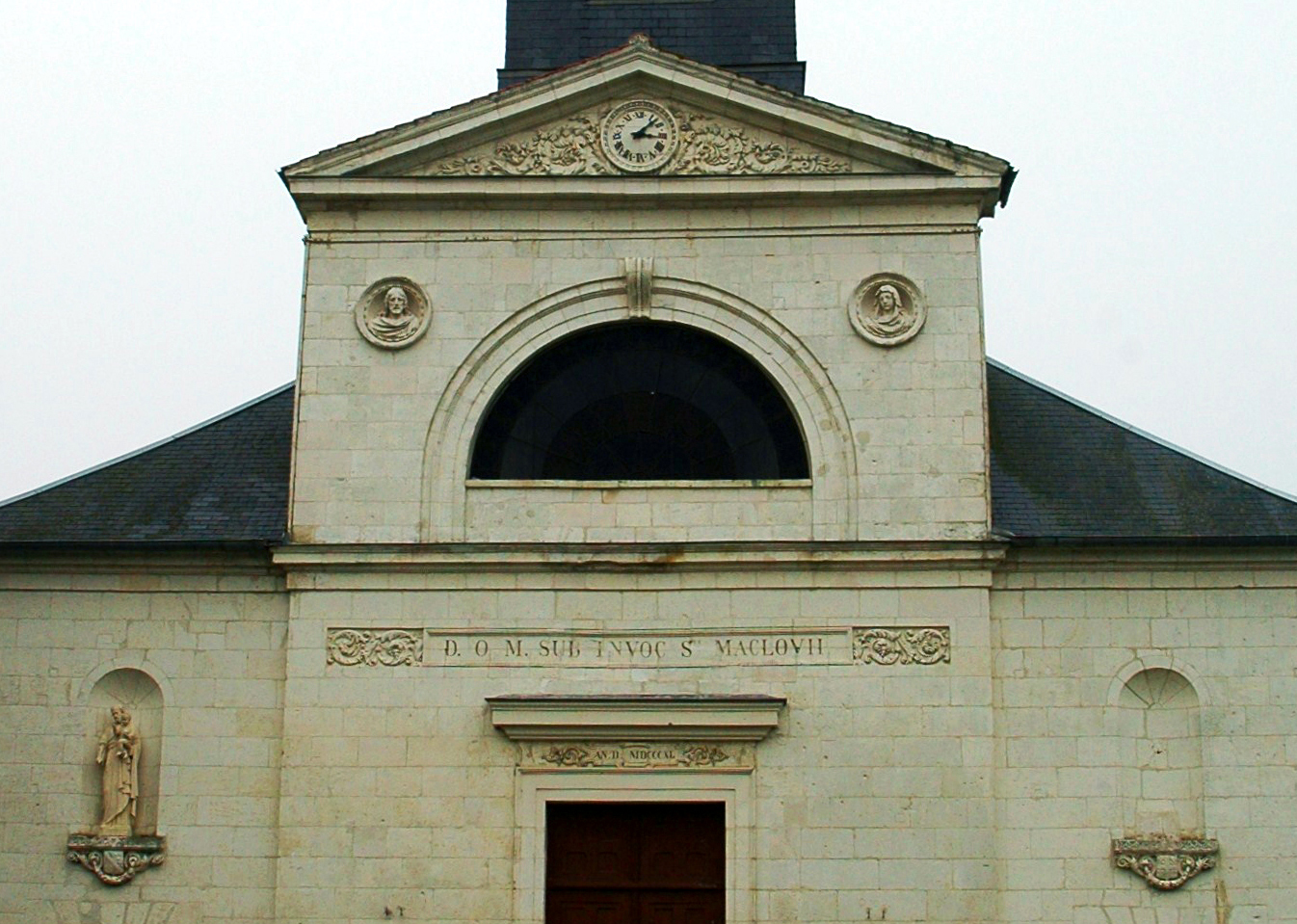
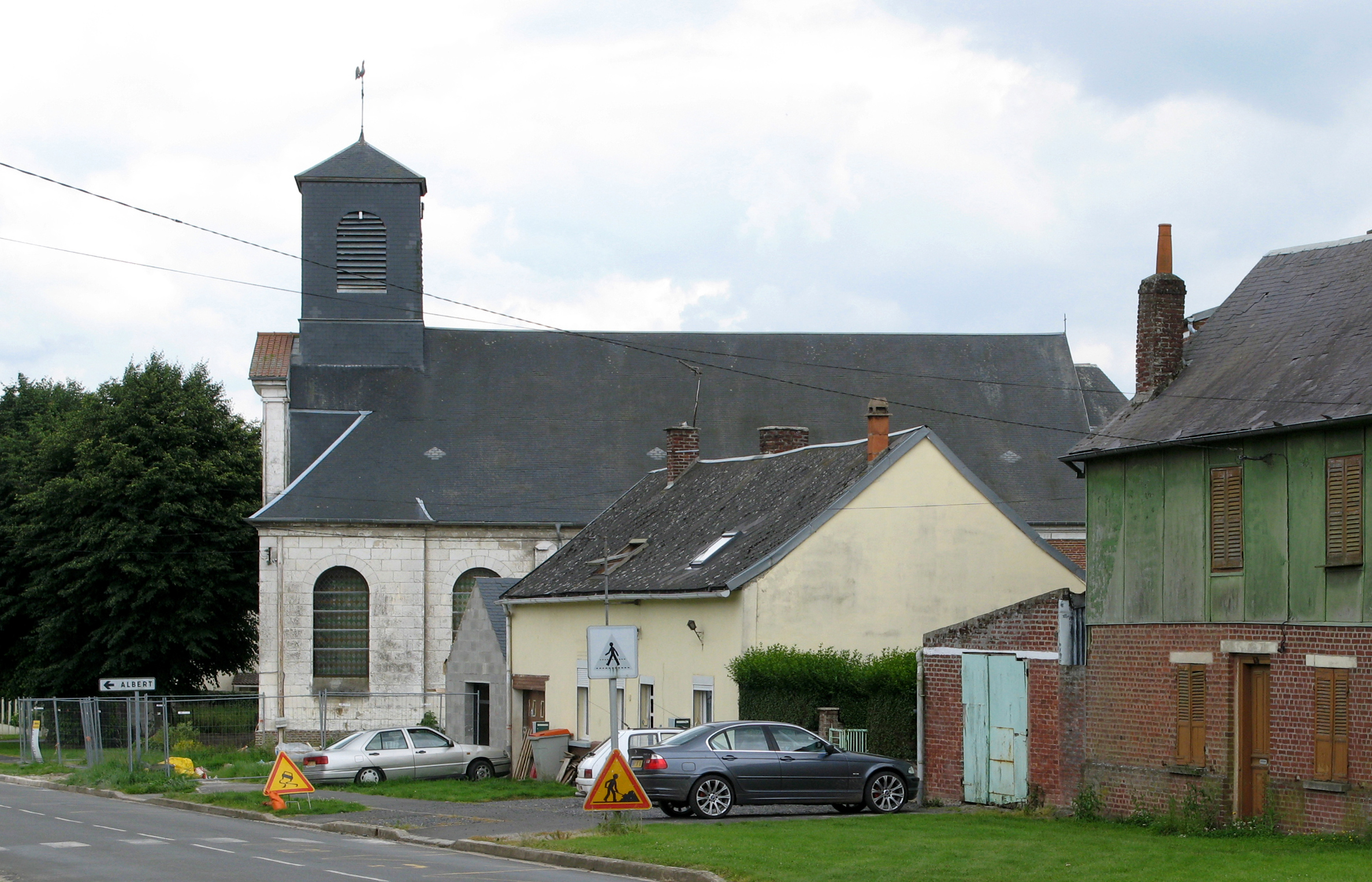